# أليكس دياز (لاعب كرة قاعدة)
أليكس دياز (بالإنجليزية: Alex Diaz)‏ هو لاعب كرة قاعدة أمريكي، ولد في 5 أكتوبر 1968 في بروكلين في الولايات المتحدة.

## وصلات خارجية
- أليكس دياز على موقعبيزبول رفرنس.كوم (الدوري الرئيسي) (الإنجليزية)
- أليكس دياز على موقعبيزبول رفرنس.كوم (الدوري الثانوي) (الإنجليزية)